# Lise Nørgaard
Pour les articles homonymes, voir Nørgaard.
Lise Nørgaard, née le 14 juin 1917 à Roskilde et morte le 1er janvier 2023, est une journaliste, écrivaine et scénariste danoise.
Elle a écrit des romans, des essais et des nouvelles mais elle est surtout connue pour la rédaction du scénario de la série danoise Matador et pour ses mémoires Kun en pige (Seulement une fille) et De sendte en dame (Ils ont envoyé une dame) qui ont été adaptés en film sous le titre Kun en pige.

## Biographie
Lise Nørgaard est née et a grandi à Roskilde sur l'île Sjælland au Danemark. Elle est l'ainée de ses deux sœurs Gerda et Kai. Son père était grossiste et sa mère avait une boutique portant comme nom Paris. Leur logement se trouvait au-dessus de cet établissement.
En 1938, elle se marie avec Mogens Einar Flindt Nielsen et a avec lui des jumeaux. Ils[Qui ?] divorcent en 1950. Le 29 juillet 1951, elle se marie avec le journaliste politique Jens Waaben Nørgaard avec qui elle reste mariée jusqu'à la mort de ce dernier.

## Journalisme
Au cours de sa vie, Lise Nørgaard a travaillé avec différents journaux hebdomadaires et quotidiens dont :
- 1935 : Roskilde Dagblad
- 1949 : Politiken
- 1968 : Hjemmet
- 1975 - 1977 : rédactrice en chef au Hjemmet
- 1980 : Berlingske Tidende

## Distinctions
Le 1er octobre 2010, une statue en bronze est inaugurée à Roskilde, sa ville natale , où elle est représentée assise sur un banc. La statue se trouve à Algade à proximité de l'église Sankt Olsgade.
Elle a également reçu une série de prix et récompenses :
- 1979 : Billedbladets Gyldne Rose
- 1980 : Billedbladets Gyldne Rose
- 1981 : Billedbladets Gyldne Rose
- 1982 : Årets Victor
- 1982 : Publicistprisen
- 1989 : Simon Spies Fondens æreslegat
- 1990 : Marienlystprisen (pour Matador)
- 1992 : Lyngby-Taarbæk Kommunes Kulturpris
- 1992 : Bog & Idé-prisen (Danskernes Yndlingsforfatter)
- 1993 : De Gyldne Laurbær
- 1993 : Rødekro Kommunes Kulturpris
- 20 mai 1994 : Ordre de Dannebrog
- 1994 : Kaffeprisen
- 1997 : Året Wizo-kvinde
- 1998 : Årets Roskilde-ambassadør
- 2004 : Ingeborg-prisen (de Gyldendal)
- 2004 : Den Gyldne Grundtvig
- 2007 : CEPOS-prisen

## Œuvres
- Med mor bag rattet, (Gyldendal 1959).
- Volmer: portræt af en samfundsstøtte, (Gyldendal 1970).
- Julen er hjerternes fest, Nouvelles, (Gyldendal 1978).
- Stjernevej, (Gyldendal 1981).
- Mig og farmor, Nouvelles, (Husets forlag 1984).
- Sorte syvlinger, (Spectator 1961).
- Jo mere vi er sammen, (Rhodos 1966).
- En hund i huset, (Lindhardt og Ringhof 1980).
- Jeg gik mig over sø og land, Essai, (Fisker 1988).
- Historien om Matador, (Danmarks Radio 1984).
- Syv små hunde og deres skæbne, (Fisker 1991).
- Kun en pige, Mémoires, (Gyldendal 1992).
- De sendte en dame, Mémoires, (Gyldendal 1997).
- Brødrene Mortensens jul Julekalender 1998

## Scénarios
- Mor bag rattet (1965)
- Huset på Christianshavn, série TV (1973-1977), plusieurs épisodes
- Mig og Mafiaen (1973)
- Mafiaen, det er osse mig (1974)
- Matador, série TV (1978-1982), plusieurs épisodes
- Een stor familie (1982-1983)